# وارن وولف (سياسي)
وارن وولف (بالإنجليزية: Warren Wolf)‏ هو سياسي أمريكي، ولد في 1929. انتخب عضو جمعية نيوجيرسي العامة.